# Chrysler Aspen
Chrysler Aspen es un vehículo SUV utilitario de tamaño completo lanzado en el año 2007, sobre la base de la Dodge Durango. El nombre de Aspen fue utilizado anteriormente por Dodge de 1976 a 1980.

## Características
El Aspen fue el primer SUV comercializado bajo la marca Chrysler, aunque el PT Cruiser fue el primero de la marca Chrysler bajo la regulación de CAFE. El automóvil fue presentado en el 2006 en el Salón del Automóvil Internacional de Norteamérica. El Aspen viene equipado con tres filas de asientos para siete u ocho pasajeros.  
El Aspen se produjo en solo un nivel de equipamiento, el "Limited", con varios paquetes de equipamiento opcionales para personalizar el vehículo. Solo unas pocas opciones independientes se ofrecían. 
El Aspen tenía tres motores disponibles, un motor V8 flex-fuel de 4701 cc (4.7 L, 286,9 pulgadas cúbicas) capaz de funcionar con E85 o gasolina en los estados donde el etanol E85 es legal bajo las normas de emisión, uno de gasolina V8 de 4.7 L (para California y otros estados donde el E85 4,7 L V10 no cumple los requisitos de emisiones) y el Chrysler Hemi V8 de 5654 cc (5.7 L, 345,0 pulgadas cúbicas) con MDS.

## Híbridos
Una versión híbrida de la Aspen se introdujo por el modelo del año 2009. Tenía el motor Hemi de 340 CV (254 kW) de 5.7 L (345 pulgadas cúbicas) con MDS, así como el nuevo  sistema híbrido de dos modos desarrollado con General Motors y BMW. Informes de Chrysler indicaron un aumento de 25% en el ahorro de combustible en carretera y un 40% de ganancia en la ciudad. 
Chrysler anunció que en el 2009 la Chrysler Aspen Híbrida tendría un precio inicial sugerido de $45,570. 

## Interrupción
El 23 de octubre de 2008, Chrysler anunció el cierre de la planta de Newark donde se producía la Dodge Durango y el Chrysler Aspen lo que puso fin a la producción a finales del 2008.
- Datos: Q1088610
- Multimedia: Chrysler Aspen / Q1088610